# Список астероїдів (7801—7900)
| Назва                                  | Тимчасове позначення | Дата відкриття    | Місце відкриття                               | Відкривач                                              |
| -------------------------------------- | -------------------- | ----------------- | --------------------------------------------- | ------------------------------------------------------ |
| 7801 Ґоретті (Goretti)                 | 1996 GG2             | 12 квітня 1996    | Обсерваторія Пістоїєзе                        | Лучано Тезі, Андреа Боаттіні                           |
| 7802 Такіґуті (Takiguchi)              | 1996 XG1             | 2 грудня 1996     | Обсерваторія Оїдзумі                          | Такао Кобаяші                                          |
| 7803 Адаті (Adachi)                    | 1997 EW2             | 4 березня 1997    | Обсерваторія Оїдзумі                          | Такао Кобаяші                                          |
| 7804 Боєсґаард (Boesgaard)             | 3083 P-L             | 24 вересня 1960   | Паломарська обсерваторія                      | К. Й. ван Гаутен, І. ван Гаутен-Ґроневельд, Т. Герельс |
| 7805 Мунз (Moons)                      | 7610 P-L             | 17 жовтня 1960    | Паломарська обсерваторія                      | К. Й. ван Гаутен, І. ван Гаутен-Ґроневельд, Т. Герельс |
| 7806 Умасслоуелл (Umasslowell)         | 1971 UM              | 26 жовтня 1971    | Гамбурзька обсерваторія                       | Любош Когоутек                                         |
| 7807 Ґрієр (Grier)                     | 1975 SJ1             | 30 вересня 1975   | Паломарська обсерваторія                      | Ш. Дж. Бас                                             |
| 7808 Баґулд (Bagould)                  | 1976 GL8             | 5 квітня 1976     | Астрономічний комплекс Ель-Леонсіто           | М. Сеско                                               |
| (7809) 1979 ML1                        | 1979 ML1             | 25 червня 1979    | Обсерваторія Сайдинг-Спрінг                   | Е. Гелін, Ш. Дж. Бас                                   |
| (7810) 1981 DE                         | 1981 DE              | 26 лютого 1981    | Обсерваторія Ла-Сілья                         | Анрі Дебеонь, Джованні де Санктіс                      |
| 7811 Чжаоцзючжан (Zhaojiuzhang)        | 1982 DT6             | 23 лютого 1982    | Станція Сінлун                                | Обсерваторія Червона Гора                              |
| 7812 Біллворд (Billward)               | 1984 UT              | 26 жовтня 1984    | Станція Андерсон-Меса                         | Едвард Бовелл                                          |
| 7813 Андерсеріксон (Anderserikson)     | 1985 UF3             | 16 жовтня 1985    | Обсерваторія Квістаберг                       | Клаес-Інґвар Лаґерквіст                                |
| (7814) 1986 CF2                        | 1986 CF2             | 13 лютого 1986    | Обсерваторія Ла-Сілья                         | Анрі Дебеонь                                           |
| 7815 Dolon                             | 1987 QN              | 21 серпня 1987    | Обсерваторія Ла-Сілья                         | Ерік Вальтер Ельст                                     |
| 7816 Hanoi                             | 1987 YA              | 18 грудня 1987    | Станція Аясі обсерваторії Сендай              | Масахіро Коїсікава                                     |
| 7817 Зібітартл (Zibiturtle)            | 1988 RH10            | 14 вересня 1988   | Обсерваторія Серро Тололо                     | Ш. Дж. Бас                                             |
| 7818 Muirhead                          | 1990 QO              | 19 серпня 1990    | Паломарська обсерваторія                      | Е. Гелін                                               |
| (7819) 1990 RR3                        | 1990 RR3             | 14 вересня 1990   | Паломарська обсерваторія                      | Генрі Гольт                                            |
| (7820) 1990 TU8                        | 1990 TU8             | 14 жовтня 1990    | Обсерваторія Клеть                            | Антонін Мркос                                          |
| (7821) 1991 AC                         | 1991 AC              | 8 січня 1991      | Обсерваторія Яцуґатаке-Кобутізава             | Йошіо Кушіда, Осаму Мурамацу                           |
| (7822) 1991 CS                         | 1991 CS              | 13 лютого 1991    | Обсерваторія Сайдинг-Спрінг                   | Роберт Макнот                                          |
| (7823) 1991 PF10                       | 1991 PF10            | 7 серпня 1991     | Паломарська обсерваторія                      | Генрі Гольт                                            |
| 7824 Лінч (Lynch)                      | 1991 RM2             | 7 вересня 1991    | Паломарська обсерваторія                      | Е. Гелін                                               |
| (7825) 1991 TL1                        | 1991 TL1             | 10 жовтня 1991    | Паломарська обсерваторія                      | Джеффрі Алу                                            |
| 7826 Кінуґаса (Kinugasa)               | 1991 VO              | 2 листопада 1991  | Обсерваторія Кітамі                           | Ацусі Такагасі, Кадзуро Ватанабе                       |
| (7827) 1992 QE2                        | 1992 QE2             | 22 серпня 1992    | Паломарська обсерваторія                      | Генрі Гольт                                            |
| 7828 Noriyositosi                      | 1992 SD13            | 28 вересня 1992   | Обсерваторія Кітамі                           | Масаюкі Янаї, Кадзуро Ватанабе                         |
| 7829 Яроф (Jaroff)                     | 1992 WY4             | 21 листопада 1992 | Паломарська обсерваторія                      | Е. Гелін                                               |
| 7830 Акіхікотаґо (Akihikotago)         | 1993 DC1             | 24 лютого 1993    | Обсерваторія Яцуґатаке-Кобутізава             | Йошіо Кушіда, Осаму Мурамацу                           |
| 7831 Франсуа-Ксав'єр (Francois-Xavier) | 1993 FQ              | 21 березня 1993   | Паломарська обсерваторія                      | Е. Гелін                                               |
| (7832) 1993 FA27                       | 1993 FA27            | 21 березня 1993   | Обсерваторія Ла-Сілья                         | UESAC                                                  |
| 7833 Нільстамм (Nilstamm)              | 1993 FV32            | 19 березня 1993   | Обсерваторія Ла-Сілья                         | UESAC                                                  |
| (7834) 1993 JL                         | 1993 JL              | 14 травня 1993    | Обсерваторія Кушіро                           | Сейджі Уеда, Хіроші Канеда                             |
| 7835 Майронкоуп (Myroncope)            | 1993 MC              | 16 червня 1993    | Огляд Каталіна                                | Тімоті Спар                                            |
| (7836) 1993 TG                         | 1993 TG              | 9 жовтня 1993     | Обсерваторія Уенохара                         | Нобухіро Кавасато                                      |
| 7837 Мутсумі (Mutsumi)                 | 1993 TX              | 11 жовтня 1993    | Яцука                                         | Хіросі Абе, Сейдай Міясака                             |
| 7838 Фелісірман (Feliceierman)         | 1993 WA              | 16 листопада 1993 | Фарра-д'Ізонцо                                | Фарра-д'Ізонцо                                         |
| (7839) 1994 ND                         | 1994 ND              | 3 липня 1994      | Обсерваторія Сайдинг-Спрінг                   | Роберт Макнот                                          |
| 7840 Гендріка (Hendrika)               | 1994 TL3             | 5 жовтня 1994     | Обсерваторія Домініон                         | Крістофер Айкман                                       |
| (7841) 1994 UE1                        | 1994 UE1             | 31 жовтня 1994    | Обсерваторія Наті-Кацуура                     | Йошісада Шімідзу, Такеші Урата                         |
| 7842 Ісітсука (Ishitsuka)              | 1994 XQ              | 1 грудня 1994     | Обсерваторія Кітамі                           | Кін Ендате, Кадзуро Ватанабе                           |
| (7843) 1994 YE1                        | 1994 YE1             | 22 грудня 1994    | Обсерваторія Кушіро                           | Сейджі Уеда, Хіроші Канеда                             |
| 7844 Хорікава (Horikawa)               | 1995 YL1             | 21 грудня 1995    | Обсерваторія Оїдзумі                          | Такао Кобаяші                                          |
| 7845 Маккім (Mckim)                    | 1996 AC              | 1 січня 1996      | Обсерваторія Оїдзумі                          | Такао Кобаяші                                          |
| 7846 Сетвак (Setvak)                   | 1996 BJ              | 16 січня 1996     | Обсерваторія Клеть                            | Мілош Тіхі                                             |
| 7847 Маттіаорсі (Mattiaorsi)           | 1996 CS8             | 14 лютого 1996    | Обсерваторія Азіаґо                           | Уліссе Мунарі, Маура Томбеллі                          |
| 7848 Бернасконі (Bernasconi)           | 1996 DF1             | 22 лютого 1996    | Сормано                                       | Марко Каваня, А. Теста                                 |
| 7849 Янйосефріч (Janjosefric)          | 1996 HR              | 18 квітня 1996    | Обсерваторія Ондржейов                        | Петр Правец, Ленка Коткова                             |
| 7850 Буенос Айрес (Buenos Aires)       | 1996 LH              | 10 червня 1996    | Обсерваторія Віппла                           | Л. Марсі                                               |
| 7851 Азуміно (Azumino)                 | 1996 YW2             | 29 грудня 1996    | Обсерваторія Тітібу                           | Наото Сато                                             |
| 7852 Іцукушіма (Itsukushima)           | 7604 P-L             | 17 жовтня 1960    | Паломарська обсерваторія                      | К. Й. ван Гаутен, І. ван Гаутен-Ґроневельд, Т. Герельс |
| 7853 Конфуцій (Confucius)              | 2086 T-2             | 29 вересня 1973   | Паломарська обсерваторія                      | К. Й. ван Гаутен, І. ван Гаутен-Ґроневельд, Т. Герельс |
| 7854 Лаотсе (Laotse)                   | 1076 T-3             | 17 жовтня 1977    | Паломарська обсерваторія                      | К. Й. ван Гаутен, І. ван Гаутен-Ґроневельд, Т. Герельс |
| 7855 Тагор (Tagore)                    | 4092 T-3             | 16 жовтня 1977    | Паломарська обсерваторія                      | К. Й. ван Гаутен, І. ван Гаутен-Ґроневельд, Т. Герельс |
| 7856 Вікторбиков (Viktorbykov)         | 1975 VB1             | 1 листопада 1975  | КрАО                                          | Смирнова Тамара Михайлівна                             |
| 7857 Лагеррос (Lagerros)               | 1978 QC3             | 22 серпня 1978    | Обсерваторія Маунт-Стромло                    | Клаес-Інґвар Лаґерквіст                                |
| 7858 Болотов (Bolotov)                 | 1978 SB3             | 26 вересня 1978   | КрАО                                          | Журавльова Людмила Василівна                           |
| 7859 Лхаса (Lhasa)                     | 1979 US              | 19 жовтня 1979    | Обсерваторія Клеть                            | Антонін Мркос                                          |
| 7860 Цанле (Zahnle)                    | 1980 PF              | 6 серпня 1980     | Станція Андерсон-Меса                         | Едвард Бовелл                                          |
| 7861 Мессенджер (Messenger)            | 1981 EK25            | 2 березня 1981    | Обсерваторія Сайдинг-Спрінг                   | Ш. Дж. Бас                                             |
| 7862 Кейконакамура (Keikonakamura)     | 1981 EE28            | 2 березня 1981    | Обсерваторія Сайдинг-Спрінг                   | Ш. Дж. Бас                                             |
| 7863 Тернбулл (Turnbull)               | 1981 VK              | 2 листопада 1981  | Станція Андерсон-Меса                         | Браян Скіфф                                            |
| (7864) 1982 EE                         | 1982 EE              | 14 березня 1982   | Обсерваторія Клеть                            | Антонін Мркос                                          |
| 7865 Франсуаґрос (Francoisgros)        | 1982 FG3             | 21 березня 1982   | Обсерваторія Ла-Сілья                         | Анрі Дебеонь                                           |
| 7866 Сіколі (Sicoli)                   | 1982 TK              | 13 жовтня 1982    | Станція Андерсон-Меса                         | Едвард Бовелл                                          |
| 7867 Буріан (Burian)                   | 1984 SB1             | 20 вересня 1984   | Обсерваторія Клеть                            | Антонін Мркос                                          |
| 7868 Баркер (Barker)                   | 1984 UX2             | 26 жовтня 1984    | Станція Андерсон-Меса                         | Едвард Бовелл                                          |
| 7869 Прадун (Pradun)                   | 1987 RV3             | 2 вересня 1987    | КрАО                                          | Черних Людмила Іванівна                                |
| (7870) 1987 UP2                        | 1987 UP2             | 25 жовтня 1987    | Обсерваторія Брорфельде                       | Поуль Єнсен                                            |
| 7871 Тундер (Tunder)                   | 1990 SW4             | 22 вересня 1990   | Обсерваторія Ла-Сілья                         | Ерік Вальтер Ельст                                     |
| (7872) 1990 UC                         | 1990 UC              | 18 жовтня 1990    | Обсерваторія Ніхондайра                       | Такеші Урата                                           |
| 7873 Белль (Boll)                      | 1991 AE3             | 15 січня 1991     | Обсерваторія Карла Шварцшильда                | Ф. Бернґен                                             |
| (7874) 1991 BE                         | 1991 BE              | 18 січня 1991     | Обсерваторія Карасуяма                        | Шіґеру Інода, Такеші Урата                             |
| (7875) 1991 ES1                        | 1991 ES1             | 7 березня 1991    | Обсерваторія Кушіро                           | Сейджі Уеда, Хіроші Канеда                             |
| (7876) 1991 VW3                        | 1991 VW3             | 11 листопада 1991 | Обсерваторія Кушіро                           | Сейджі Уеда, Хіроші Канеда                             |
| (7877) 1992 AH1                        | 1992 AH1             | 10 січня 1992     | Обсерваторія Уенохара                         | Нобухіро Кавасато                                      |
| (7878) 1992 DZ                         | 1992 DZ              | 27 лютого 1992    | Обсерваторія Уенохара                         | Нобухіро Кавасато                                      |
| (7879) 1992 EX17                       | 1992 EX17            | 3 березня 1992    | Обсерваторія Ла-Сілья                         | UESAC                                                  |
| (7880) 1992 OM7                        | 1992 OM7             | 19 липня 1992     | Обсерваторія Ла-Сілья                         | Анрі Дебеонь, Альваро Лопес-Ґарсіа                     |
| 7881 Шифердеккер (Schieferdecker)      | 1992 RC7             | 2 вересня 1992    | Обсерваторія Ла-Сілья                         | Ерік Вальтер Ельст                                     |
| (7882) 1993 FL6                        | 1993 FL6             | 17 березня 1993   | Обсерваторія Ла-Сілья                         | UESAC                                                  |
| (7883) 1993 GD1                        | 1993 GD1             | 15 квітня 1993    | Паломарська обсерваторія                      | Генрі Гольт                                            |
| (7884) 1993 HH7                        | 1993 HH7             | 24 квітня 1993    | Обсерваторія Ла-Сілья                         | Анрі Дебеонь                                           |
| 7885 Levine                            | 1993 KQ2             | 17 травня 1993    | Огляд Каталіна                                | Тімоті Спар                                            |
| 7886 Редмен (Redman)                   | 1993 PE              | 12 серпня 1993    | Обсерваторія Кліменгаґа університету Вікторії | Девід Белем                                            |
| 7887 Бретфест (Bratfest)               | 1993 SU2             | 18 вересня 1993   | Огляд Каталіна                                | Карл Гердженротер                                      |
| (7888) 1993 UC                         | 1993 UC              | 20 жовтня 1993    | Обсерваторія Сайдинг-Спрінг                   | Роберт Макнот                                          |
| (7889) 1994 LX                         | 1994 LX              | 15 червня 1994    | Обсерваторія Кітт-Пік                         | Spacewatch                                             |
| 7890 Ясуофукуй (Yasuofukui)            | 1994 TC3             | 2 жовтня 1994     | Обсерваторія Кітамі                           | Кін Ендате, Кадзуро Ватанабе                           |
| 7891 Фуші (Fuchie)                     | 1994 VJ7             | 11 листопада 1994 | Нюкаса                                        | Масанорі Хірасава, Шохеї Судзукі                       |
| 7892 Мусамурахіґаші (Musamurahigashi)  | 1994 WQ12            | 27 листопада 1994 | Нюкаса                                        | Масанорі Хірасава, Шохеї Судзукі                       |
| (7893) 1994 XY                         | 1994 XY              | 2 грудня 1994     | Обсерваторія Наті-Кацуура                     | Йошісада Шімідзу, Такеші Урата                         |
| 7894 Роджер (Rogers)                   | 1994 XC1             | 6 грудня 1994     | Обсерваторія Оїдзумі                          | Такао Кобаяші                                          |
| 7895 Каседа (Kaseda)                   | 1995 DK1             | 22 лютого 1995    | Касіхара                                      | Фуміякі Уто                                            |
| 7896 Швейк (Svejk)                     | 1995 EC              | 1 березня 1995    | Обсерваторія Клеть                            | Зденек Моравец                                         |
| 7897 Богушка (Bohuska)                 | 1995 EL1             | 12 березня 1995   | Обсерваторія Ондржейов                        | Ленка Коткова                                          |
| 7898 Окума (Ohkuma)                    | 1995 XR1             | 15 грудня 1995    | Обсерваторія Оїдзумі                          | Такао Кобаяші                                          |
| 7899 Дзьоя (Joya)                      | 1996 BV3             | 30 січня 1996     | Обсерваторія Оїдзумі                          | Такао Кобаяші                                          |
| 7900 Портуле (Portule)                 | 1996 CV8             | 14 лютого 1996    | Обсерваторія Азіаґо                           | Уліссе Мунарі, Маура Томбеллі                          |

| Астероїди 1—10000 → |           |           |           |           |           |           |           |           |            |
| 1—100               | 1001—1100 | 2001—2100 | 3001—3100 | 4001—4100 | 5001—5100 | 6001—6100 | 7001—7100 | 8001—8100 | 9001—9100  |
| 101—200             | 1101—1200 | 2101—2200 | 3101—3200 | 4101—4200 | 5101—5200 | 6101—6200 | 7101—7200 | 8101—8200 | 9101—9200  |
| 201—300             | 1201—1300 | 2201—2300 | 3201—3300 | 4201—4300 | 5201—5300 | 6201—6300 | 7201—7300 | 8201—8300 | 9201—9300  |
| 301—400             | 1301—1400 | 2301—2400 | 3301—3400 | 4301—4400 | 5301—5400 | 6301—6400 | 7301—7400 | 8301—8400 | 9301—9400  |
| 401—500             | 1401—1500 | 2401—2500 | 3401—3500 | 4401—4500 | 5401—5500 | 6401—6500 | 7401—7500 | 8401—8500 | 9401—9500  |
| 501—600             | 1501—1600 | 2501—2600 | 3501—3600 | 4501—4600 | 5501—5600 | 6501—6600 | 7501—7600 | 8501—8600 | 9501—9600  |
| 601—700             | 1601—1700 | 2601—2700 | 3601—3700 | 4601—4700 | 5601—5700 | 6601—6700 | 7601—7700 | 8601—8700 | 9601—9700  |
| 701—800             | 1701—1800 | 2701—2800 | 3701—3800 | 4701—4800 | 5701—5800 | 6701—6800 | 7701—7800 | 8701—8800 | 9701—9800  |
| 801—900             | 1801—1900 | 2801—2900 | 3801—3900 | 4801—4900 | 5801—5900 | 6801—6900 | 7801—7900 | 8801—8900 | 9801—9900  |
| 901—1000            | 1901—2000 | 2901—3000 | 3901—4000 | 4901—5000 | 5901—6000 | 6901—7000 | 7901—8000 | 8901—9000 | 9901—10000 |